# Chemical Reviews
Chemical Reviews — рецензований науковий журнал, що публікується Американським хімічним товариством, виходить раз на місяць. В журналі публікуються оглядові статті, що мають відношення до всіх розділів хімії. Журнал було започатковано в 1924 році Вільямом Альбертом Нойєсом (англ. William Albert Noyes) з Іллінойського університету в Урбана-Шампейні. Станом на перше січня 2015 року головним редактором є Шерон Гаммес-Шифер (англ. Sharon Hammes-Schiffer) з Університету Іллінойсу.

## Індексування
Журнал індексується в Chemical Abstracts Service, CAB International, EBSCOhost, ProQuest, PubMed, Scopus, а також в Science Citation Index. Відповідно до Journal Citation Reports, журнал мав імпакт-фактор 46,568 в 2014 році.